# 柏林圍牆
52°30′58″N 13°22′37″E / 52.51611°N 13.37694°E
柏林圍牆（德語：Berliner Mauer），是二次世界大战后德国分裂期间，隶属于社会主义国家的德意志民主共和国（东德）政府环绕西柏林边境修筑的全封闭边防系统。它最早建于1961年8月13日，全长167.8公里，最初以铁丝网和砖石为材料，后期加固为由瞭望塔、混凝土墙、开放地带以及反车辆壕沟组成的边防设施。東德政府稱此牆為“反法西斯防衛牆”（Antifaschistischer Schutzwall）和“强化边境”（Befestigte Staatsgrenze），建造柏林墙的目的在于阻止东德居民通过西柏林前往西德。因为柏林墙把西柏林地区如孤岛一般地包围封锁在东德范围之内，所以也被称之为“自由世界的橱窗”（Schaufenster der freien Welt）。它不仅是第二次世界大戰後德國分裂和冷戰的重要標誌性建築，更是分割东西欧的铁幕的象征。
柏林墙的建立是冷战期间美国和苏联两大阵营之间冲突导致的。第二次世界大戰後，前纳粹德國首都柏林被分割為東柏林與西柏林；在柏林墙修建之前，共计约有350万东德居民逃离苏占领区以及之后的东德，其中1949年到1961年逃离的人数约为260万。此外还有大量波兰人与捷克斯洛伐克人将柏林视为其通往西方的通道。许多人通过西柏林前往西德和其他西欧国家。柏林墙修建后在1961至1989年间这类逃亡被大幅限制下来，约有5,000人在此期间尝试翻越柏林墙。1962年起《开枪射击令》生效，东德边防军允许对非法越境者开枪射击，此举于1982年甚至通过立法被合法化。据截止2009年的统计，被枪杀人数约在136人至245人之间，确切死亡人数目则不得而知。
1989年东欧国家发生了一系列政治变革，邻国波兰和匈牙利政府的政策也发生了变化。在数周的抗议活动后，1989年11月9日东德政府宣布允许公民申请访问西德和西柏林，当晚柏林墙在东德居民的压力下被迫开放。随后数周中欣喜的人群凿下柏林墙作为纪念品，1990年6月东德政府正式决定拆除柏林墙。柏林墙的倒塌为结束东德共產党的统治、东德政府的倒台以及两德统一奠定了基础；1990年10月3日，两德正式统一，而柏林亦成為兩德統一後的新首都。

## 背景

### 分区佔领和柏林封锁

同盟國对柏林的分区佔領

二次大戰以後，德國和柏林被蘇聯、美國、英國和法國分成四个占领區。1949年，蘇聯佔領區包括東柏林在內成立德意志民主共和國（簡稱東德或民主德國），首都定在東柏林，而美英法佔領區則成立德意志聯邦共和國（簡稱西德或聯邦德國），首都設在波恩一直到兩德統一為止。美英法蘇的佔領協定保證西德和西柏林之間的空中走廊。西德法律和西柏林基本法都規定，西柏林是西德的領土，西柏林如孤岛一般完全被包围在東德境内。1949年，东德和西德分别建国，成为两个主权独立的国家。由于西德在未通知东德的情况下，废除旧马克，实行B记号马克，对东德经济形成严重冲击，引发了苏联和东德的报复，蘇聯為迫使西德放棄西柏林，強迫西柏林斷水斷糧，此舉讓西方國家團結一致，每日有多班飛機把物資由西德運到西柏林，1949年4月更成立北大西洋公約組織，而蘇聯於1949年5月解除封鎖。1952年起，東西之間的邊境關閉，只有柏林分界仍然開放。成千上萬的東德人經西柏林轉投西方，流失的勞動力足以使東德經濟崩潰。然而，美英法三國認為規定和現狀相牴觸而推遲實施，所以西柏林一直都处于盟军军事管制下，不是西德的領土，直至冷戰結束、兩德統一。

### 德国内部边境的建立
20世纪50年代早期，苏联加强了对东欧各国的控制，並防止公民外逃至西方国家。直到1952年，大多数东西德的边境仍可自由通过。1952年东德领导人会见了苏共中央总书记斯大林。在与苏联外长莫洛托夫商谈时，莫洛托夫提出这种逃亡现象是“不可容忍的”并且说“东西德之间的界限应被认作是国境——而且不仅仅是普通的国境，是一个危险的国境。”并建议东德建立自己的边防军队。1952年東西德之间的德國國內邊界被封锁并设置了铁丝网，阻止東德人民前往西德。

### 知识阶层的逃离

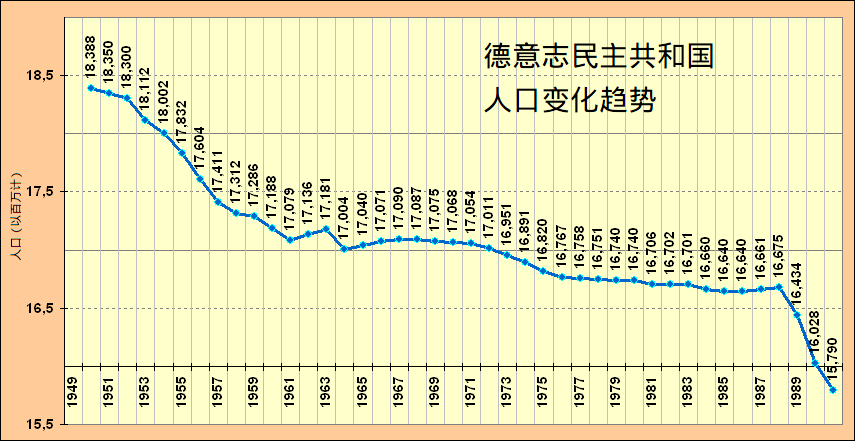
东德人口变化趋势

逃离东德的人中有很大一部分是年轻人和受过良好教育的人，这引起了东德官员的担心。苏联共产党社会主义国家共产党和工人党联络处尤里·安德罗波夫在1958年8月28日给中央委员会写了一封紧急通信。提到了东德逃亡人群中间高达50%来自知识阶层。并提到，虽然东德领导层声称他们由于经济原因离开，但来自逃亡人员的证词指出这更多是由于政治原因。他随后指出“知识阶层的逃亡发展到了一个严重的阶段”。
1955年，统一社会党的一个宣传册以戏剧化的语言描述了“叛逃共和国者”：

无论从道德立场还是从整个德意志民族的利益来说，离开东德都是在政治和道德上的落后和堕落。不管他们是否知道，实际上他们被西德的反动势力和军国主义所引诱。仅仅因为诱人的工作机会或其他“未来的保证”之类虚假承诺的缘故离开一个美好新生活的种子已经发芽并结出的第一批果实的国家，而到一个产生新战争和破坏的地方，这难道不是可鄙的吗？无论是年轻人、工人、知识分子还是其他公民，背叛我们人民劳动创造的共和国而去为英美情报部门工作或为西德工厂主、容克、军国主义者们工作，难道不是政治上的堕落吗？这种离开充满建设气息的土地而到一个有着过时社会秩序的泥沼的行为，这难道没有显示出他们在政治上的落后和失明吗？……全德国的工人们要求惩罚那些离开德意志民主共和国——这一争取和平的坚强堡垒，而为德国人民的死敌——帝国主义和军国主义服务的人。

战前东德地区工作人口占总人口比例为70.5%，由于战争和向西方的移民，1960年这一比例下降为61%，并且具备专业技能的人士，如工程师、医生、教师、律师和熟练工人不成比例的下降。人力资源流失带给东德的直接损失约为70亿至90亿美元，统一社会党书记乌布里希随后声称西德亏欠东德170亿美元的补偿，包括赔偿金和人力资源损失。另外，东德年轻人的流失造成了225亿马克的教育投资损失，教授和其他知识分子的逃离为东德的经济建设增加了困难。

### 通往柏林的逃亡

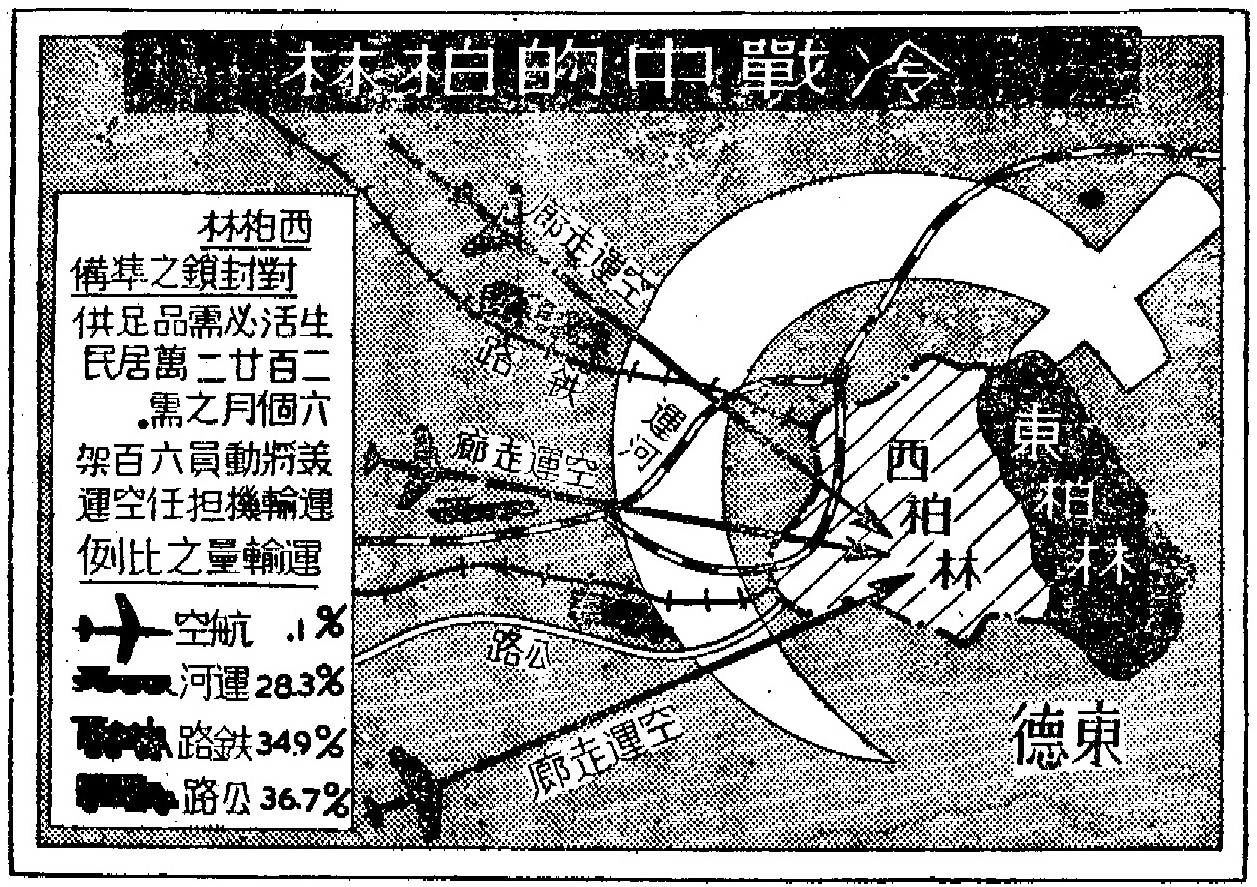
台灣中央日報1958年11月26日地圖周刊附載柏林封鎖的圖片

虽然1952年東西柏林的邊界開始關閉，但此時東西柏林間尚未修築邊境設施，柏林市民最初是能在各區之間自由活動的，因而成為東德人前往西方的跳板。1949年到1961年大約有250萬東德人冒著被射殺的危險逃入西柏林。
西柏林边境没有在早先封锁的一个重要原因是这样做会切断东德的大部分铁路交通。自1951年起，东德开始修筑了绕过西柏林地区的柏林铁路外环线，并在1961年完工，在那之后封锁边境才显得更为实际。

## 建造

### 修建

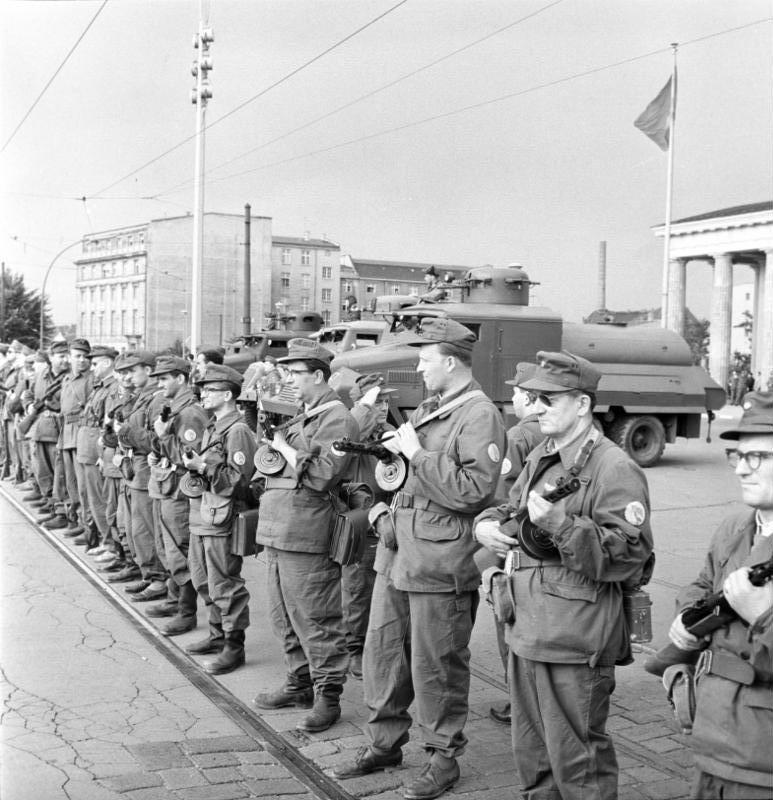
1961年8月13日东德工人阶级战斗队封锁勃兰登堡门附近的边境

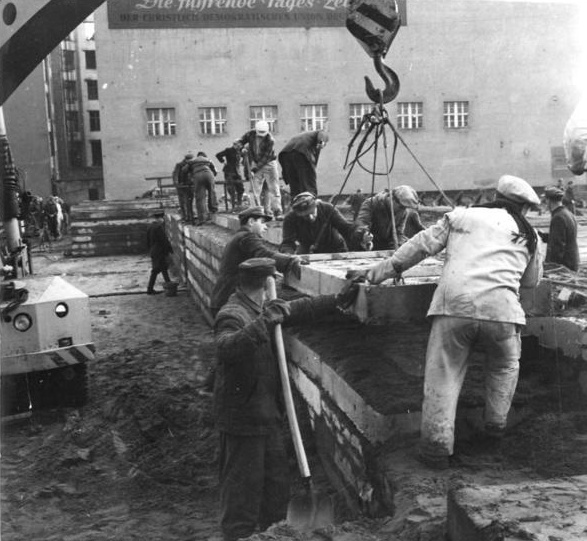
1961年修筑中的柏林墙

1961年6月15日，德国统一社会党总书记兼国务委员会主席乌布利希在国际记者会上宣称“没有人想要建造一堵墙！”（Niemand hat die Absicht, eine Mauer zu errichten!）这是“墙”一词的第一次出现。
同年8月1日，苏共中央第一书记赫鲁晓夫和乌布里希的电话记录显示赫鲁晓夫最初有意修建一堵墙。然而其他资料显示赫鲁晓夫最初十分摇摆不定，担心会导致西方的负面反应。然而可以确定的是，乌布里希宣称东德的政权很不稳定因此决定关闭边境一段时间。 赫鲁晓夫对于美国总统肯尼迪的默许而不会反对柏林苏占区的这项行动具有充分信心。1961年8月12日（星期六）东德领导人参加了政府在东柏林北部森林中（Döllnsee）的一个花园会议，由乌布利希签署指令封锁边界并开始修筑围墙，此次行动的代号为“玫瑰”。
当天午夜开始直到星期天早上东德边防警察封锁了大部分边境。8月13日，西柏林的边界被完全封锁，东德边防警察和工人开始破坏道路使车辆无法通行，并安装带刺的铁丝网和围墙。柏林西侧外围共修筑156公里、柏林市区43公里。
铁丝网在修建时相对法定东德领土稍向内侧，以确保没有侵占西柏林的领土。在8月17日后开始放置混凝土构件，被修建成真正的墙。在修建期间，东德边防警察和工人阶级战斗队接到命令射击任何试图穿越的人。之后安装了围栏、雷区和其他障碍，从而清理出一个巨大的无人区来分辨逃亡者。

### 反应
| “                       | 不是个很好的解决方案，但一堵墙比战争好的多。 | ” |
| ——约翰·肯尼迪，美国总统 |                                              |   |

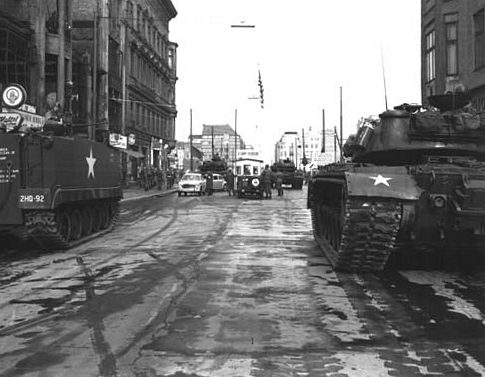
1961年10月27日美军與苏军坦克在查理檢查哨的对峙

对于柏林墙西方盟国的反应逐步加大：20个小时后，在边界沿线出现军事巡逻。40个小时后，盟国向柏林的苏军指挥官递交了抗议书。72小时后，盟国正式向莫斯科提出外交抗议。有传闻称，苏联曾向盟军保证不触及他们在西柏林的权利。
关闭西柏林边境后，大量的东德人再也不能容易地到西德旅行或移民，许多家庭就此拆散，在西柏林工作的东柏林人无法上班，西柏林变成了被共產東德包圍的一座孤岛。西柏林市长维利·勃兰特批评了美国未能及时对此作出反应，并号召西柏林人举行示威抗议修建围墙。在1961年美国国务卿迪安·鲁斯克说：“围墙不应该是欧洲的永久景观，我不理解为什么苏联会考虑它的存在，从他们的角度上讲这无疑是修建了一座显示共产主义的失败的纪念碑。”
美国总统约翰·肯尼迪谨慎地作出了最初的回应，称柏林仍是一个“自由的城市”。他随即重新任命曾主持柏林空运的卢修斯·D·克莱为他的特别顾问与副总统林登·约翰逊同期前往西柏林并于8月19日在西柏林会合。美国也在西柏林增加了驻军。美國陸軍第8步兵師第18步兵团的1500名士兵从曼海姆启程通过东德领土到达了西柏林。根据美军駐德人員向华盛顿的描述，西柏林市民热烈地欢迎美军的增援。市民和东德边防警察间亦出现了冲突，随后苏联驻德国集团军伊萬·斯捷潘諾維奇·科涅夫缓和了边境的紧张局势。
美军和苏军之间的直接对峙发生在1961年10月27日、腓特烈大街的查理检查哨，两方各部署了30辆主战坦克对峙于边界线两侧。然而第二天两方均撤走了坦克。美军这一行动意在宣示对西柏林的管辖权，然而双方都不愿因此使冷战升级。
东德政府称在西柏林边境修筑的隔离墙为“反法西斯防卫墙”，旨在防范西方的潜在侵略威胁，另一个理由是阻挡西方间谍前往东欧。另外，东德政府称西柏林市民在东柏林大量购买受东德政府补贴的低价商品。东德人对这些声明持怀疑态度，因为西柏林居民过境前往东部比东柏林居民前往西部要容易得多。大多数人都认为这是东德政府阻碍公民逃往西柏林的举措。

## 结构

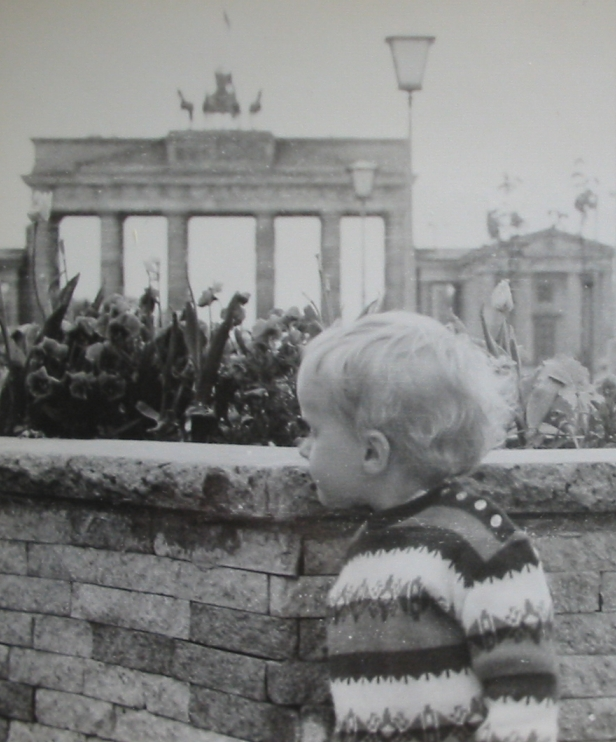
对东柏林人来说，勃兰登堡门东侧的花坛（被称作“婴儿墙”）是游客允许到达的最远距离

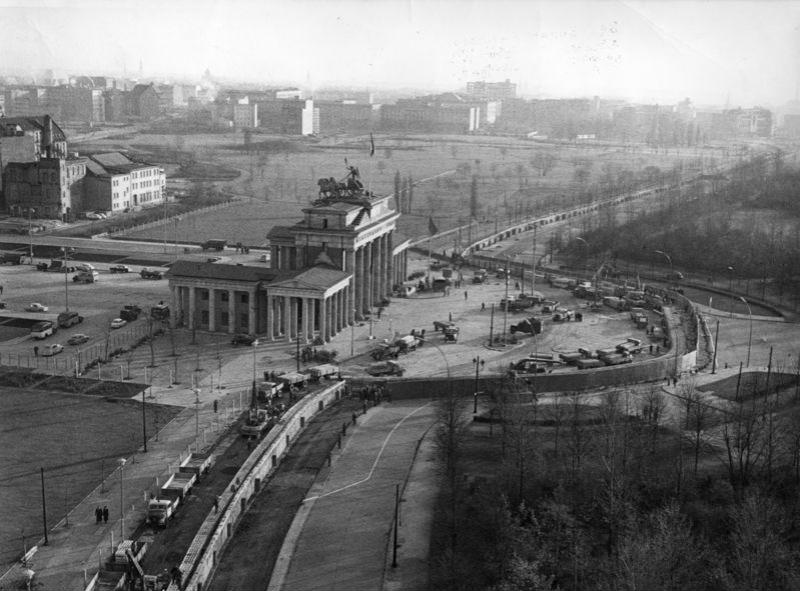
1961年的勃兰登堡门鸟瞰

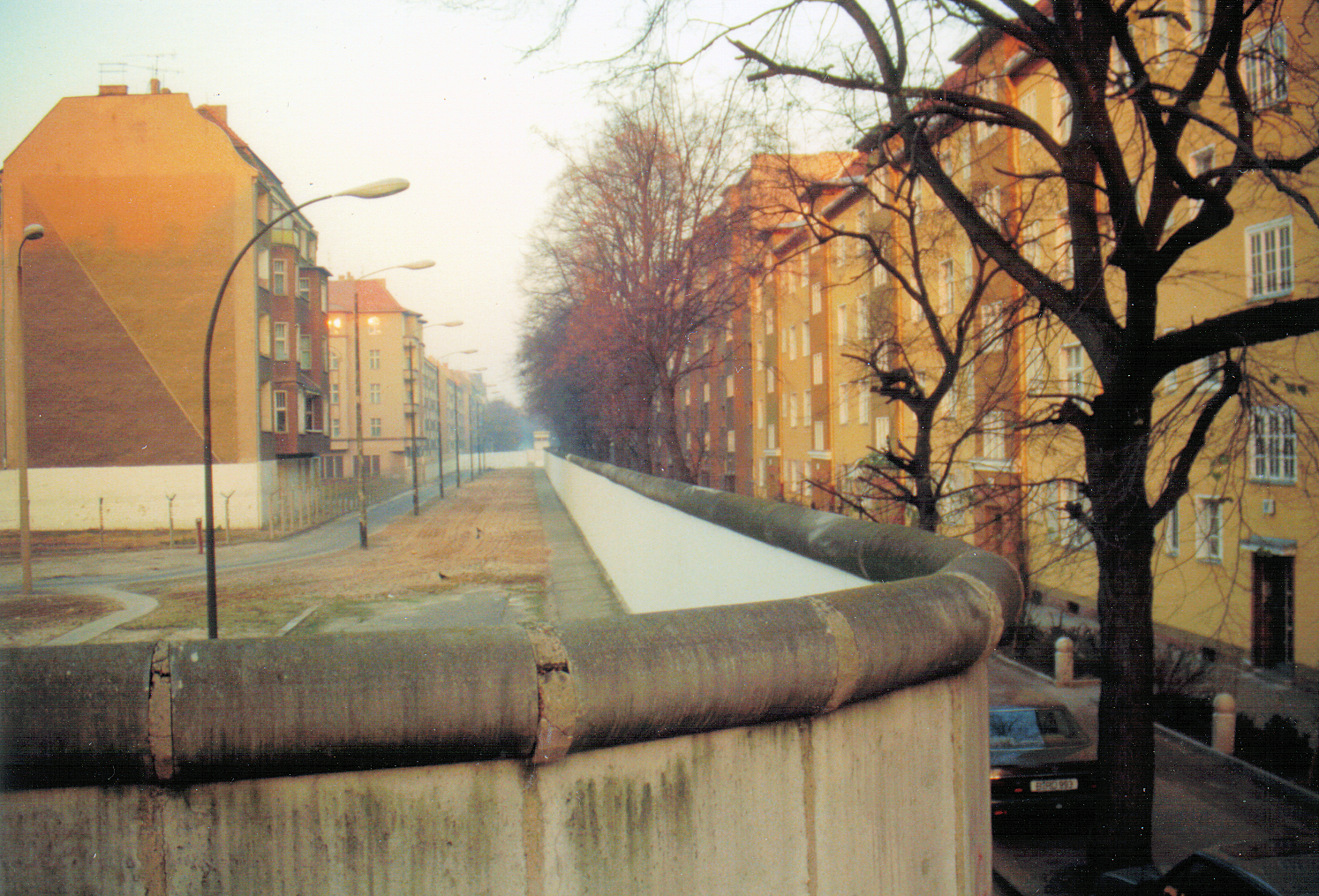
被分割的街道（Harzer/Bouchéstraße，1989年）

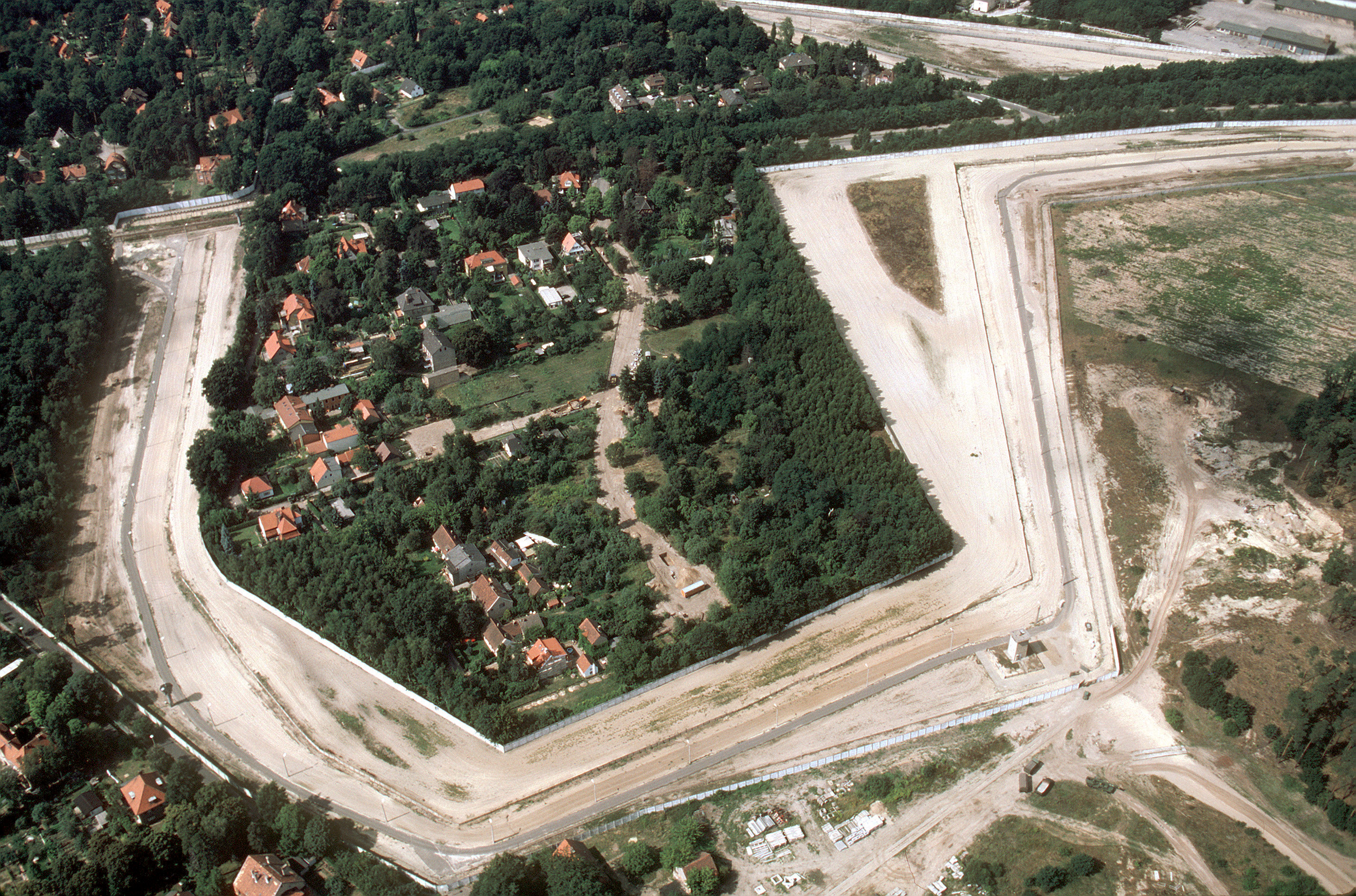
被柏林墙包围的西柏林飞地斯坦因施图肯，东北部为连接西柏林主体的走廊

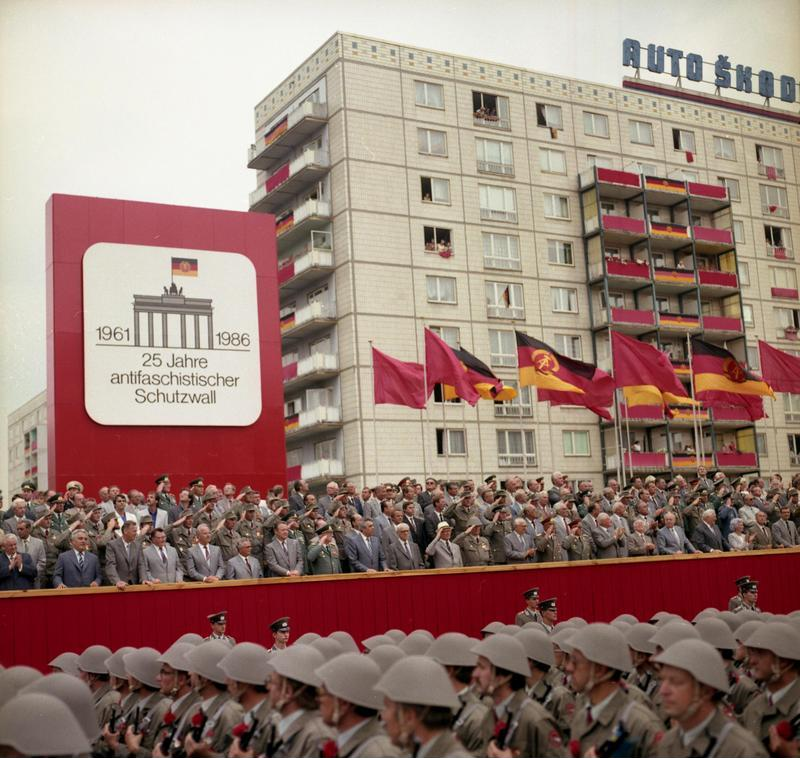
1986年8月13日纪念反法西斯防卫墙修筑25周年的阅兵 [http://v.youku.com/v_show/id_XNTEzNDkyMDY4.html 优酷网视频

柏林墙长度超过140公里，在1962年6月，面向东德方向距墙100米的地方平行设置了一道围栏。围栏和墙体之间即是著名的“死亡地带”，这一片开阔区域没有任何可以提供掩护的地方。其间的房屋均被夷为平地，并铺上细沙以更容易追踪逃亡者，同时也便于边防军长官检查卫兵是否执行了他们的任务。
柏林墙在1961年开始修筑后经过多次翻修，最终于1975年成为留存下来的样子，共经历过四种形式：
1. 铁丝网 （1961年）
2. 加强的铁丝网 （1962–1965年）
3. 混凝土 （1965–1975年）
4. 75型边境围墙（Grenzmauer 75）（1975–1989年）

上面的第四代围墙的官方名称是“UL 12.11 型支撑墙构件”（Stützwandelement UL 12.11），修建于1975年至1980年间，共计使用约45,000块构件，每个构件高3.6米，宽1.2米。在上方放置了一条光滑的管道以使其难以攀爬。总的修建成本为16,155,000 东德马克（3,638,000 美元）。其建筑标准要求可以抵挡冲过栅栏的车辆撞击。在某些具有战略意义的地方，墙体的结构较弱以便在战争时东德和苏联装甲车可以轻松地冲破。除了没有安放地雷和触发式自动机枪外，柏林墙的总体结构最终与德国国内边境相似。
建设戒备森严的柏林墙和几十年的不断发展和维护对东德是一个巨大的经济负担。在1961至1964年，东德在边境建设和维护上花费了400万马克。
从东向西柏林墙的结构如下：
- 混凝土矮墙或金属网状围栏：高约两三米，粉刷成白色
- 地面触发报警器
- 1.82米（六英尺）高的金属栅栏、铁丝网（部分带有高压电）和报警器
- 钉床
- 警犬区域（由铁丝引导的牧羊犬）
- 交叉焊接的铁轨做成的拒马
- 边防哨所：便于边防军获得支援
- 探照灯和瞭望塔
- 照明区域：设有夜间照明用的灯柱
- 控制区域：地面被经常平整刨开，以利于边防军跟踪脚印，巡逻人员不能随意入内。有时会有额外的金属围栏
- 3-5米深的反车辆壕沟
- 高3.75米的预制混凝土墙
- 前方幾米为法定的东德边境

| 长度（） | 设施                   | 柏林墙的结构 |
| -------- | ---------------------- | ------------ |
| 156.40   | 环绕西柏林外围的边境   |              |
| 111.90   | 混凝土墙               |              |
| 44.50    | 铁丝网                 |              |
| 112.70   | 波兹坦地区的边境       |              |
| 43.70    | 阻断东西柏林市区的边境 |              |
| 0.50     | 封掉窗口的住宅         |              |
| 58.95    | 3.4高的构件墙          |              |
| 68.42    | 2.9高的第一道铁栅栏    |              |
| 1610     | 照明地带               |              |
| 113.85   | 警报围墙               |              |
| 127.50   | 触发信号围栏           |              |
| 124.30   | 巡逻道路               |              |
| 数量     | 设施                   |              |
| 186      | 瞭望塔                 |              |
| 31       | 值班机构               |              |
| 259      | 猎犬                   |              |
| 20       | 碉堡                   |              |

### 边防军队
根据1989年斯塔西的统计东德边防军共有11,500名士兵，500名文职人员。边防军的7个团驻扎在柏林的Karlshorst。另外有两个边防军预备团，位于Rahnsdorf的GAR-39团和位于Oranienburg的GAR-40团。
每个边防军的团下属五个连，分为先遣、通讯、交通、榴弹发射器和炮兵组。在过境检查站有时也会配备侦查小组、火焰喷射器、军犬小组和水面小组。边防中心共有567辆装甲运兵车、48个大型榴弹发射器、48座反坦克炮、156辆装甲车、2,295辆其他车辆以及992只猎犬。
在被称为“加强边境安全”的某些日子，边境部署的边防军会增加至2,300人。例如1988年由于示威和天气恶劣，有80天边境守卫的人数高达2,500人。

### 水上边界
西柏林城市外围有若干可航行水道，西柏林市政厅在边界处放置了一串白色浮标并注有“地区边界”字样。西柏林的游船必须小心保持在西柏林一侧，在东侧则有东德边防军的巡逻艇巡逻。
东柏林河岸上通常修建有工事，在部分河道和湖岸两边会修建围墙，例如哈弗尔河、Glienicker湖和Griebnitzsee湖等。东德居民不能到达这些水域的西德一侧。在施普雷河的某些地段，水下安置了栅栏以阻挡潜水越境者。
市区内的水上界限并未标注明确，柏林墙在这些地方被河道隔断，水面情况被边防军监视。有时一些西柏林的船只和游泳者误入边界时东德边防军会开枪射击，并造成过一些伤亡。

## 穿越

### 正式手续过境

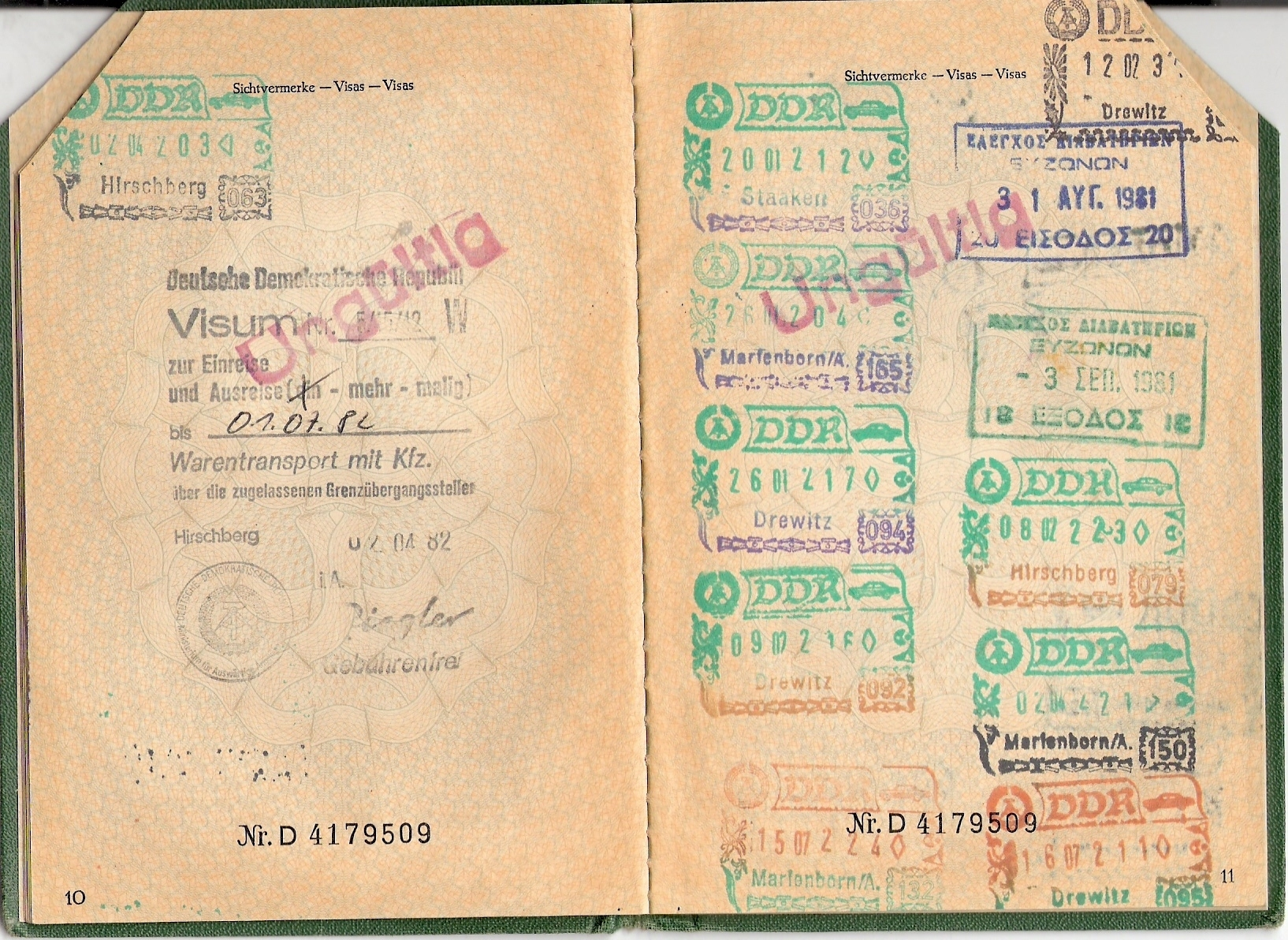
柏林过境签章

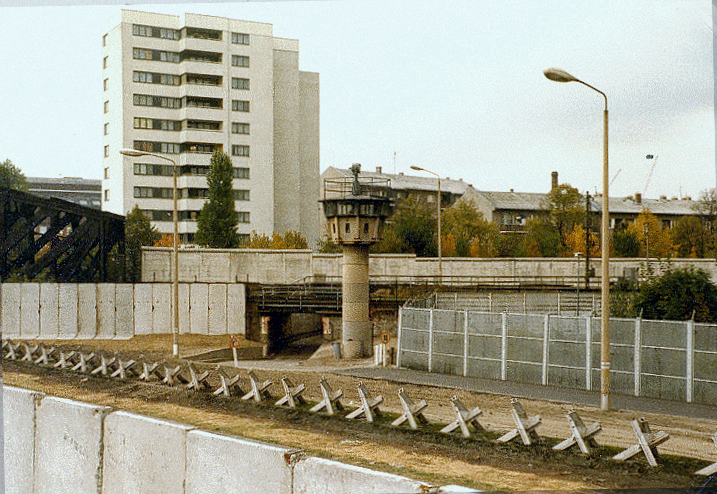
西柏林城市铁路穿过柏林墙

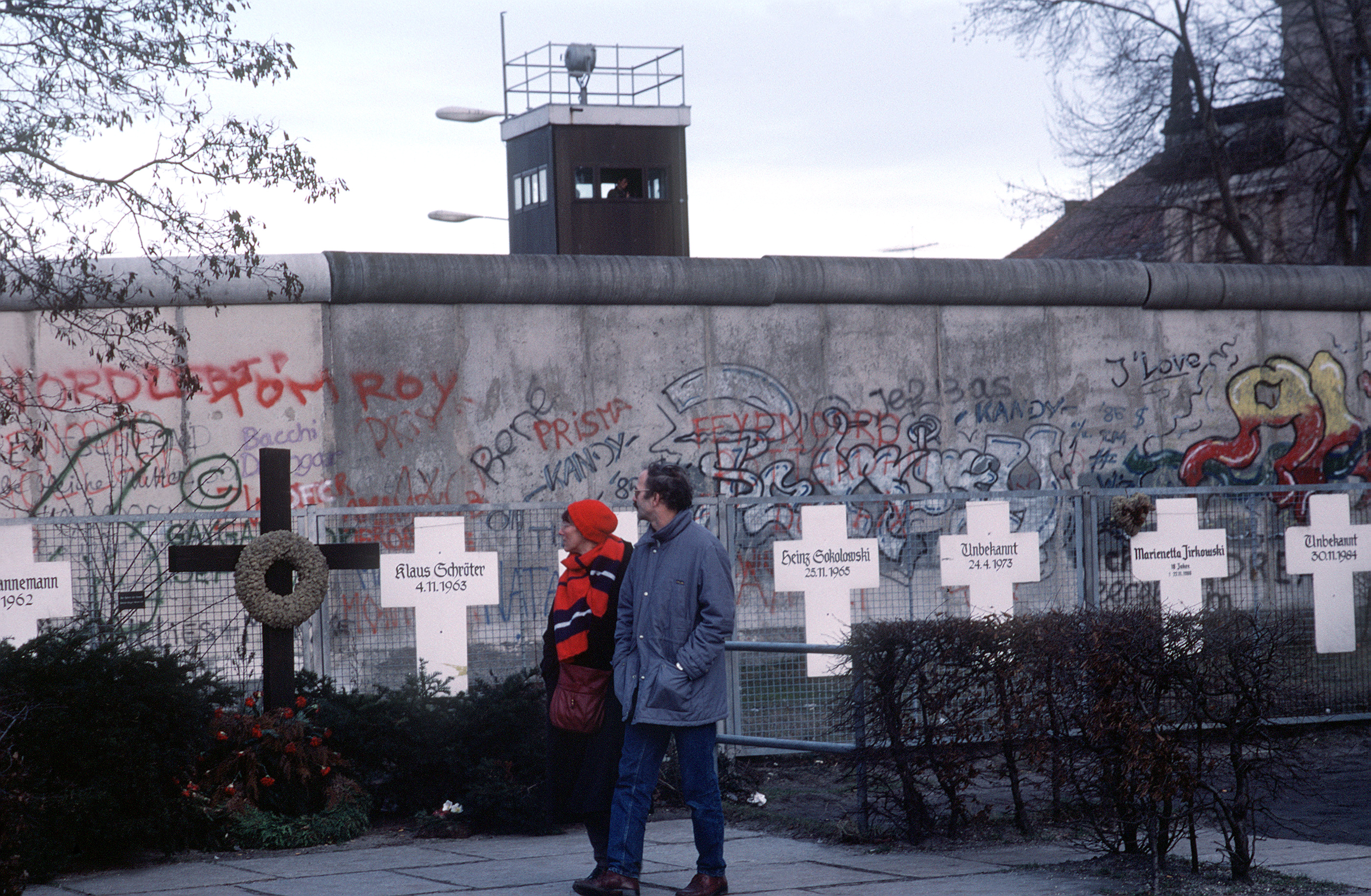
1990年一對夫婦經過東德犧牲者的紀念牌前

柏林墙共有25个检查站：13个公路、4个铁路、8个水道检查站，允许西柏林人、西德人、西方游客和盟军人员进入东柏林，也允许持有效证明的东德居民和其他社会主义国家居民进入西柏林。对于西柏林过境交通，只有两个检查站可供通过。
东德对过境检查非常严格。国家安全局六处出入境控制单位直接管辖检查站，他们身着边防军制服参与管理和监察，同时监视边防军和海关人员是否违规。
不同的检查站按允许通过的人员类型划分。普拉伯檢查哨和查理检查站是盟军占领军开设的检查站，但仅为外交人员和外国公民使用。腓特烈大街車站則可供西柏林的鐵路乘客站內轉車，有通過審核者才得以進入東柏林。
西德居民和西方国家的游客可以访问东德，通常需要提前几周向东德使馆进行申请。访问东柏林的当日签证无需提前申请，只需在过境时办理简单的手续，西方游客需支付5西德马克的签证费用，而西柏林居民则是免费的。然而东德政府可以毫无理由地拒绝任何入境申请。在1980年代，西柏林游客必须以1：1的极低比率兑换至少25西德马克到东德马克，并且必须在东柏林境内花完。

### 逃亡
柏林墙建立後，共有5,043人成功地逃入西柏林，3221人被逮捕，239人死亡，260人受傷。其中死亡人数存在一定争议。查理检查站博物馆负责人希尔德布兰特称死亡人数多于200人，波茨坦的当代历史研究中心（ZZF）已确认136人死亡 ，先前的官方统计为96人。
东德政府向边防守卫下达了《开枪射击令》，虽然随后东德官员否认这一命令的存在。研究者发现在一封1973年10月的命令中，守卫被告知尝试穿越围墙的人为罪犯，并且需要开枪射击：“使用你的武器时不要犹豫，即使违反边境禁令的是一队妇女和儿童，这是叛徒们常用的策略。”
早期围墙尚未修建时，东德的人们通常通过跳过铁丝网和从公寓窗口跳下来穿过边境，然而在柏林围墙修建后这种方式几乎绝迹。东德当局不允许靠近边界的公寓继续正常使用，并且用砖封住了边境附近建筑物的所有窗口。在得知柏林围墙修建消息的第三天，19岁的德意志民主共和国边防军士兵康拉德·舒曼便跳跃过了当时低矮的铁丝网边境，进入西柏林。这一瞬间被西方媒体记者抓拍到，此事也成为了冷战期间西方用来广为宣传的样本。他也是第一个越境的边境守卫。艾达·西格曼为第一个因穿越围墙而丧生的人，她在1961年8月22日从柏尔诺街48号的三层公寓跳下后身亡。1961年8月当柏林墙建立起来之后，东德边防军就得到了开枪射杀所有尝试越境者的命令。1962年8月17日彼得·费希特尔试图翻越围墙逃往西柏林，在攀至顶部后被東德边防警察发现并開槍射殺。當時，東西兩邊的人民都看到他中槍，并有西方記者在場。西柏林边防军曾投掷急救包，并甚至有警察翻身跃墙将这位东德青年抬起来企图抢救，但东面却沒有人施予援手，事件在冷戰時期轟動一時，他成為了第一個因試圖攀越柏林牆而被射殺的人。最后一个被射杀的人是1989年2月6日尝试越境的克里斯·格弗罗伊。
1997年3月，兩名開槍的東德边防军士兵羅夫·費特列治和艾力·薛伯分別被判刑20和21個月。
除直接翻越外，人们采取了许多方式尝试越境。1963年4月19岁的国家人民军的文职人员沃夫岡·恩格斯曾利用所在基地的苏联装甲运兵车冲破围墙，随后被东德边防军开火並击伤，最终被西德警察解救。湯瑪斯·克魯格曾利用东德体育技术协会的茲林Z 142轻型飞机穿越柏林墙降落在英国皇家空军位于加托的基地。另外有人通过挖地道、大型热气球、潜水以及利用汽车高速冲过检查站的方式越境。随后东德在检查站修筑了之字形的道路并降低了横杆的高度。由于下水道系统尚为柏林墙修建前的结构，部分人通过Girrmann學生組織的协助利用下水道越境。

## 演說

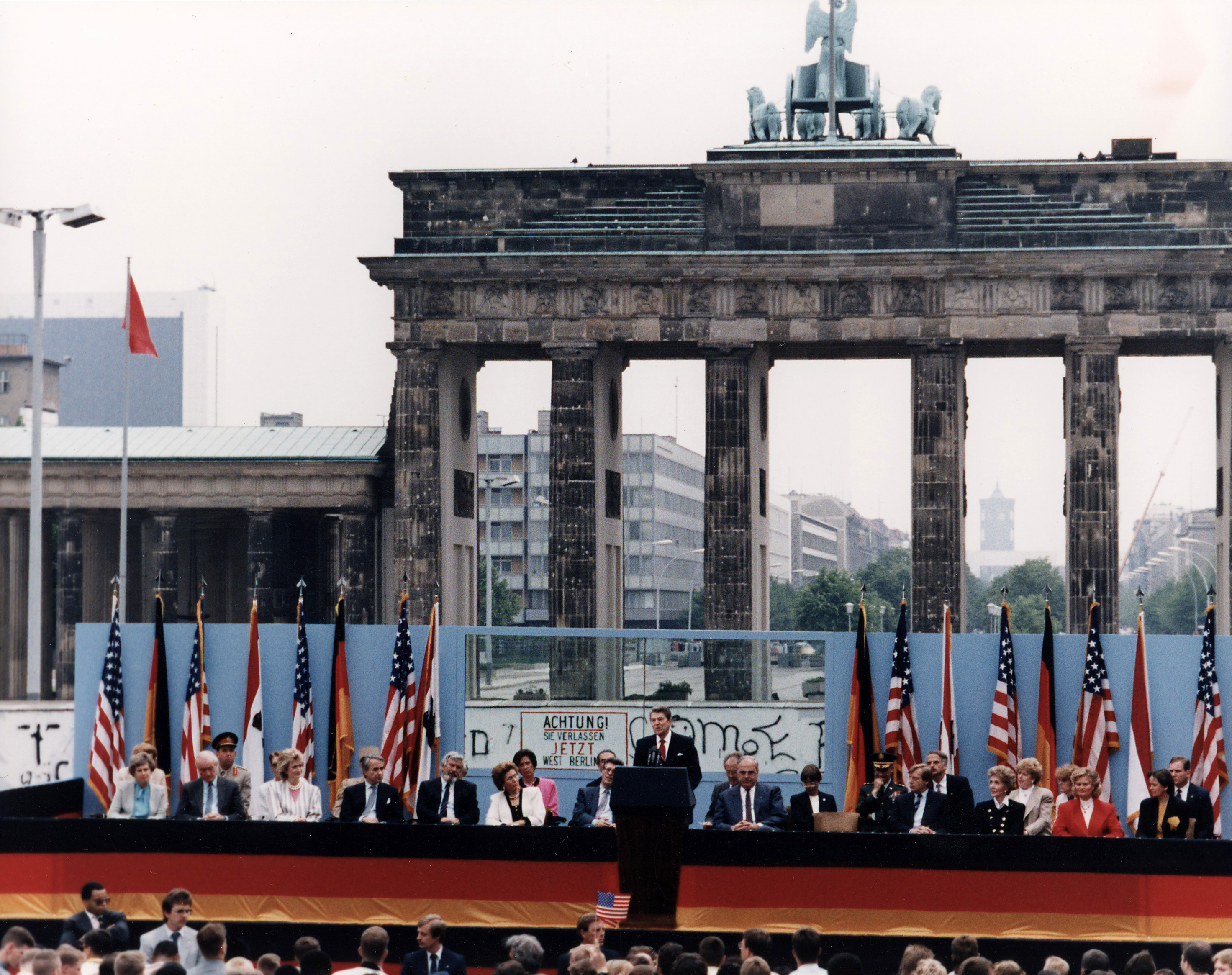
1987年6月12日，美国总统雷根访问西柏林时，在勃兰登堡门的柏林墙前发表「推倒這堵牆」演说

### 我是柏林人
美国总统肯尼迪曾于1963年6月25日在西柏林市政厅柏林墙前发表「我是柏林人」演說（Ich bin ein Berliner），“自由有许多困难，民主亦非完美，然而我们从未建造一堵墙把我们的人民关在里面，不准他们离开我们”是其中的名句。

### 推倒這堵牆
1987年6月12日，美國總統雷根在布蘭登堡門發表著名的「推倒這堵牆」演說，呼籲當時的蘇共中央總書記戈巴契夫拆掉柏林圍牆。他說：「戈爾巴喬夫總書記，如果你想和平，如果你想蘇聯和東歐繁榮，如果你想要自由，那來到這道門前。戈爾巴喬夫先生，打開這道門！」在西柏林市民的一場歡呼聲後，他再說了這句：「戈爾巴喬夫先生，推倒這堵牆！」

## 倒塌

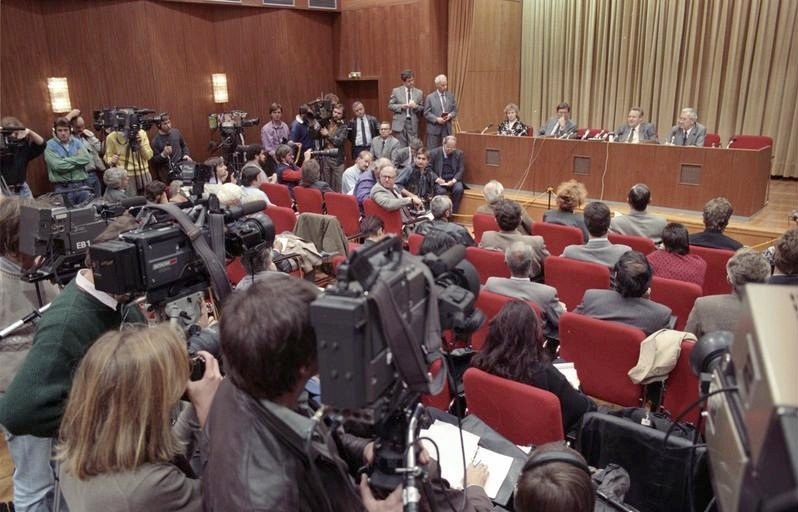
1989年11月9日君特·夏波夫斯基的新闻发布会

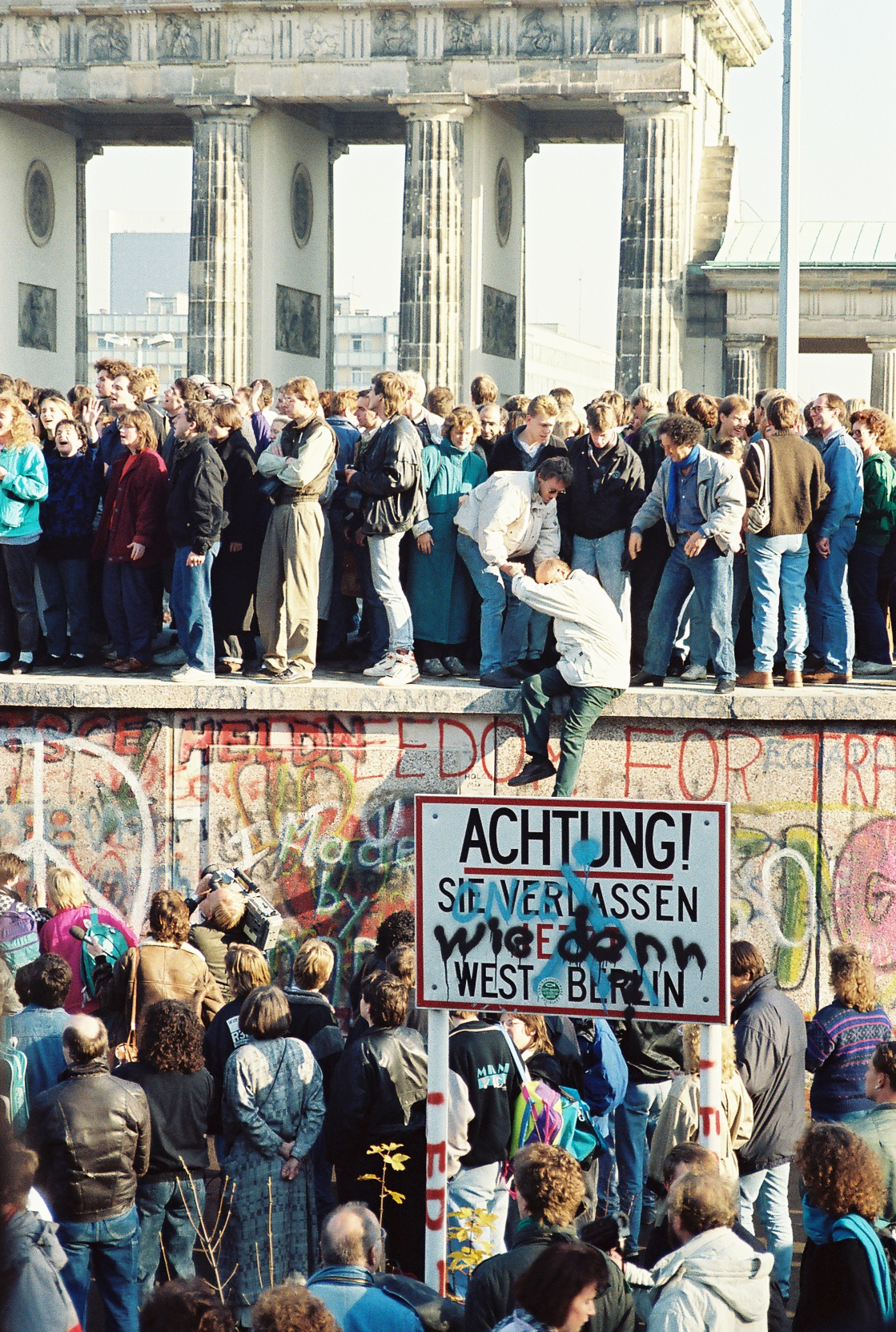
1989年11月10日，勃兰登堡门附近的柏林墙

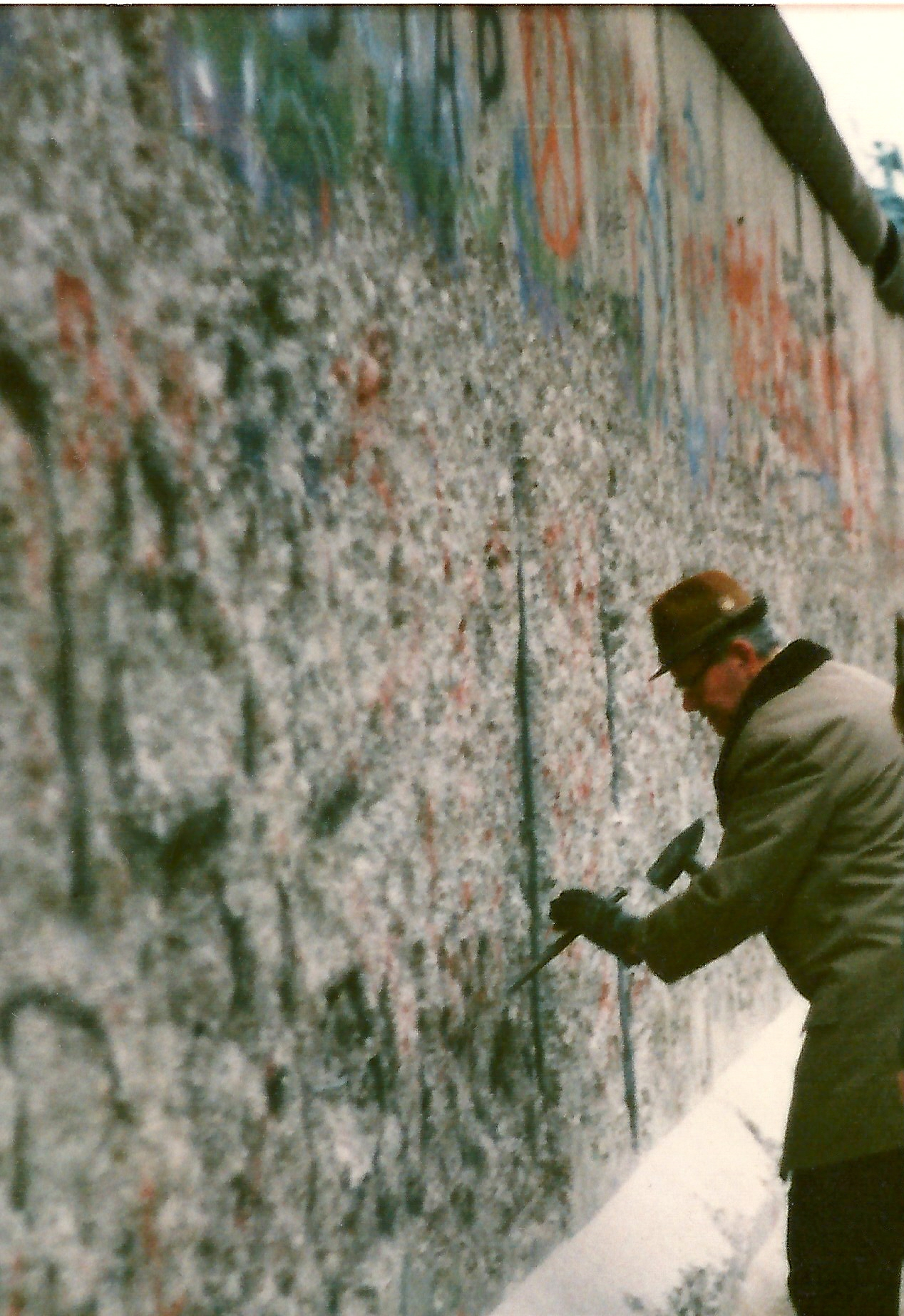
“围墙啄木鸟”，1989年11月

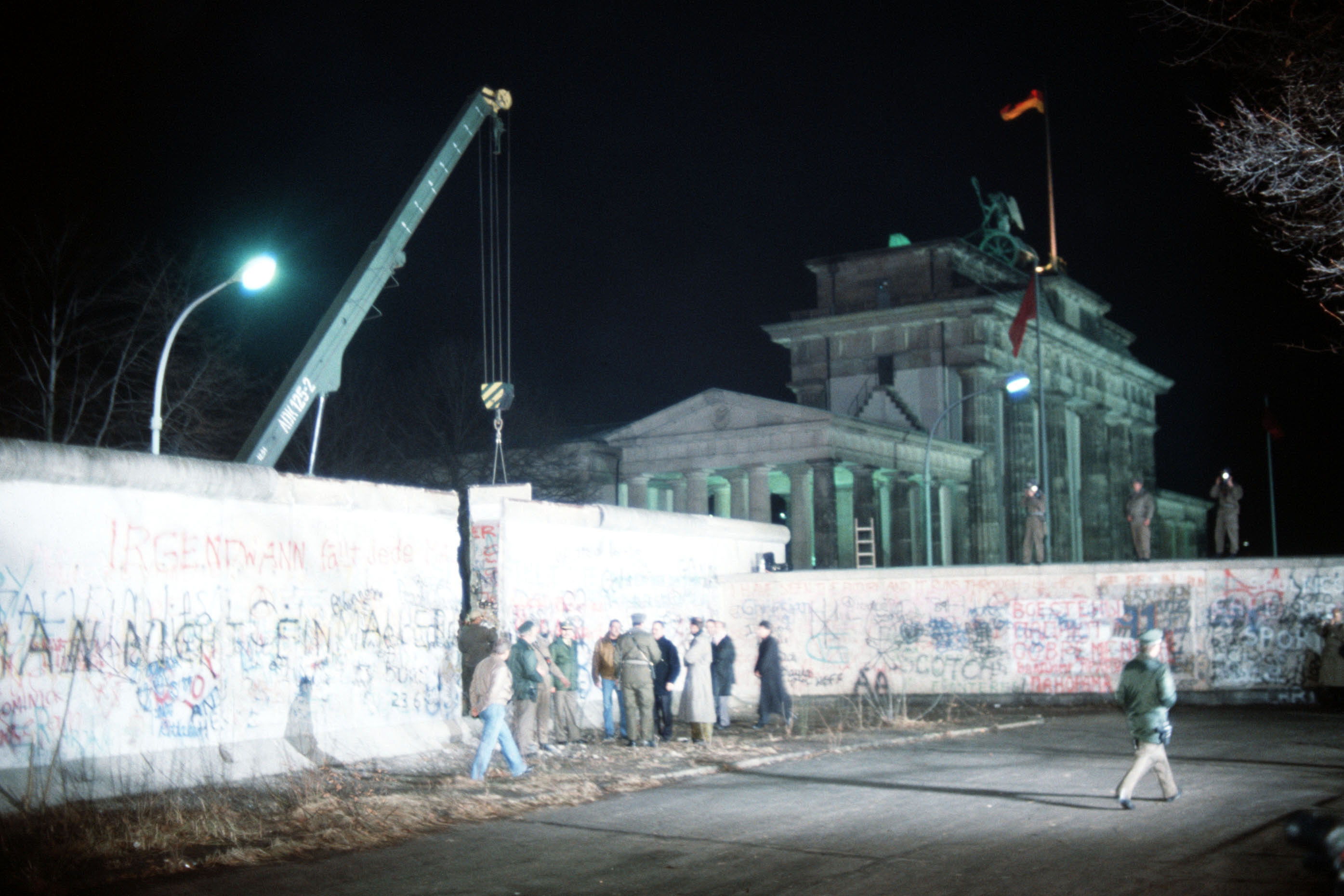
1989年12月21日移除勃兰登堡门附近一段柏林墙以开辟新的检查站

1989年11月9日，由於當時有大批東德人經匈牙利和捷克斯洛伐克逃往西德，新東德政府開始計劃放鬆對東德人民的旅遊限制，在翌日生效。但由於當時統一社會黨中央政治局委員、东柏林市委第一书记誤解上級命令，錯誤地宣佈柏林圍牆即刻開放，導致數以萬計的市民走上街頭，拆毀圍牆，整個德國陷入極度興奮狀態。此事件也称爲“柏林圍牆倒塌”，雖然圍牆不是自己結構倒塌，而是被人為拆除。當時的柏林人爬上柏林圍牆，並且在上面塗鴉，拆下建材當成紀念品。11個月後，兩德終於統一，成為“柏林圍牆倒塌”後的最高潮。

### 开放边境
所举行的新闻发布会是推动柏林墙倒塌的主要催化剂。在宣布完新的临时旅行法规之后，意大利安莎通讯社的记者里卡尔多·埃尔曼询问道 ：
|  | 你宣布的会不会是搞错了，你不觉得前几天推出的旅行法案有很大的问题吗？ |

沙博夫斯基用官方化的语言回答了他。有一位记者问道：“这将何时生效？是从现在开始吗？”沙博夫斯基看了一下时钟，宣读了克伦茨的文件：
|  | 现在无需证明（旅行证件或外国亲属关系）即可申请个人出境。出境许可将尽快签发。管理护照和出境登记的各人民警察事务部和分局在办理签证和永久离境证件时不得拖延，并且无需考虑是否符合永久出境条件。在民主德国和联邦德国边境也可以办理永久离境。 |

汉堡《图片报》记者彼得·布林克曼再次询问道“这将何时生效？” ，沙博夫斯基逐字回答道：
|  | 据我所知……立即生效，毫不拖延。 |

事實上，雖然東德政府確實有取消限制的計劃，但並非即時生效。随后，两个记者问道：“对于西柏林也生效吗？”沙博夫斯基回答道：
|  | 允许通过民主德国与联邦德国以及西柏林的所有边境检查站永久离境。 |

沙博夫斯基的新闻发布会马上成为了当晚西德媒体的重要新闻。19:17通过ZDF和20:00的ARD的节目向整个东德播出了这一消息。此后，在ARD的节目《今日事件》中，主持人汉斯·弗里德里希宣布道“这是具有历史意义的一天，东德政府宣布立刻向所有人开放边界……柏林墙上的大门已经打开。”
由于西德媒体在得知这一消息后的广泛报道，柏林墙边境聚集了大量等待边境开放的东柏林人。此时边防军、国家安全局、驻柏林的苏军部队都没有被通知是否需要武力介入。对形势感到意外的边防军匆忙联系上级，并在21:20得到命令博恩霍尔姆检查站允许人群中最激进的人过境并在他们的护照上盖上永久离境章（这实际上取消了他们的公民权）以减轻边防军的压力。然而仍有数千人滞留在边境并要求按新闻发布会上的说法允许他们离境。
人们很快意识到东德政府中没有人愿意为下令使用致命武器负责，寡不敌众的边防军亦难以控制大量涌入的东德市民。最终，在22:45，边防军停止了阻拦，允许人们通过检查站，并几乎不检查他们的证件。在另一侧等待的西德人用鲜花和香槟欢迎涌入的东德人，随后一群人爬上了柏林墙。午夜时柏林墙的所有检查站均已开放且德国内部边境也同时开放。由于大多数人还在睡觉，东德人真正的大量涌入是在11月10日的早上。
西柏林人热情地欢迎涌入的东德人。大多数柏林墙附近的酒吧自发提供免费啤酒，选帝侯大街排起了长长的汽车队伍且陌生人互相拥抱。在这样的气氛中许多西柏林人爬上了柏林墙。当晚西柏林市长沃尔特·莫波尔立即下令向移民提供临时住宿并且在西柏林储蓄银行发放100西德马克费用。在新闻发布会的消息传来时，波恩的德国国会正在举行常务会议。西德总理府的鲁道夫·赛特斯宣布代表全体欢迎东德政府的努力，随后全体国会成员自发起立唱起了国歌。

### 拆除
尽管11月9日晚柏林墙完全开放，但并没有被立即拆除。从那天起，大批人带着铁锤和凿子来到围墙边敲下墙体，并将墙体留作纪念品。柏林墙上一些非正式的通道被开凿出来。这些人被称作“围墙啄木鸟”（Mauerspechte）。
随后的周末，东德当局宣布设置十个新的边境出入口，包括一些具有历史意义的地点，例如波兹坦广场等。许多人等待在这些地方，并在推土机开出新的出口恢复原有的道路时欢呼，有时这些镜头会与随后真正的柏林墙拆除工作相混淆。随后直到1990年中期一直在设立新的出入口，包括1989年12月22日勃兰登堡门。西德人也在12月23日开始无需护照即可进入东柏林。
事实上，在宣布开放的最初的几个月，柏林墙仍驻有边防军，并且他们甚至尝试修复“围墙啄木鸟”所造成的墙体损坏。渐渐他们放弃了这种尝试，并容忍了未被官方宣布而自行开凿的出入口的存在。1990年6月13日，东德军队正式下令拆除柏林墙。7月1日东德宣布接受西德马克，此时所有的边境控制措施均被取消。随后东德军队（在统一后由德国陆军）开始拆除柏林墙，直至1991年11月完成工作。只有几部分墙体和瞭望塔被留下作为纪念。

### 庆祝
1989年12月25日，伦纳德·伯恩斯坦在柏林指挥贝多芬第九交响曲，并将欢乐颂中的“欢乐”（Freude）一词改为“自由”（Freiheit）。乐队和合唱团的成员来自东西两德，并且包括了来自英、法、美、苏四国的成员。罗杰·沃特斯在1990年7月21日在波茨坦广场北部演唱了平克·弗洛伊德的《墙》。大卫·哈塞尔霍夫站在柏林墙上演唱了《寻找自由》，这首歌曲当时在德国很受欢迎。
许多年来，关于11月9日是否应该成为德国国定假日存在诸多争议，除东德开放柏林墙外，11月9日是1848年革命结束和魏玛共和国成立的日子，同时也是1923年啤酒馆暴动和1938年纳粹德国发动水晶之夜的日子。最终选择了10月3日作为德国统一日。
2014年11月8日起德国展开为期3天的柏林墙倒塌25周年庆祝活动。60岁的总理默克尔在她最新的网络Podcast中说：“我希望你们永远都不会忘记那一天的感受，至少我将永远都不会忘记；我等待了35年才有那种自由的感觉，这改变了我的人生”。期间德国人用灯光重现柏林墙，纪念柏林墙推倒25周年。

## 遗迹

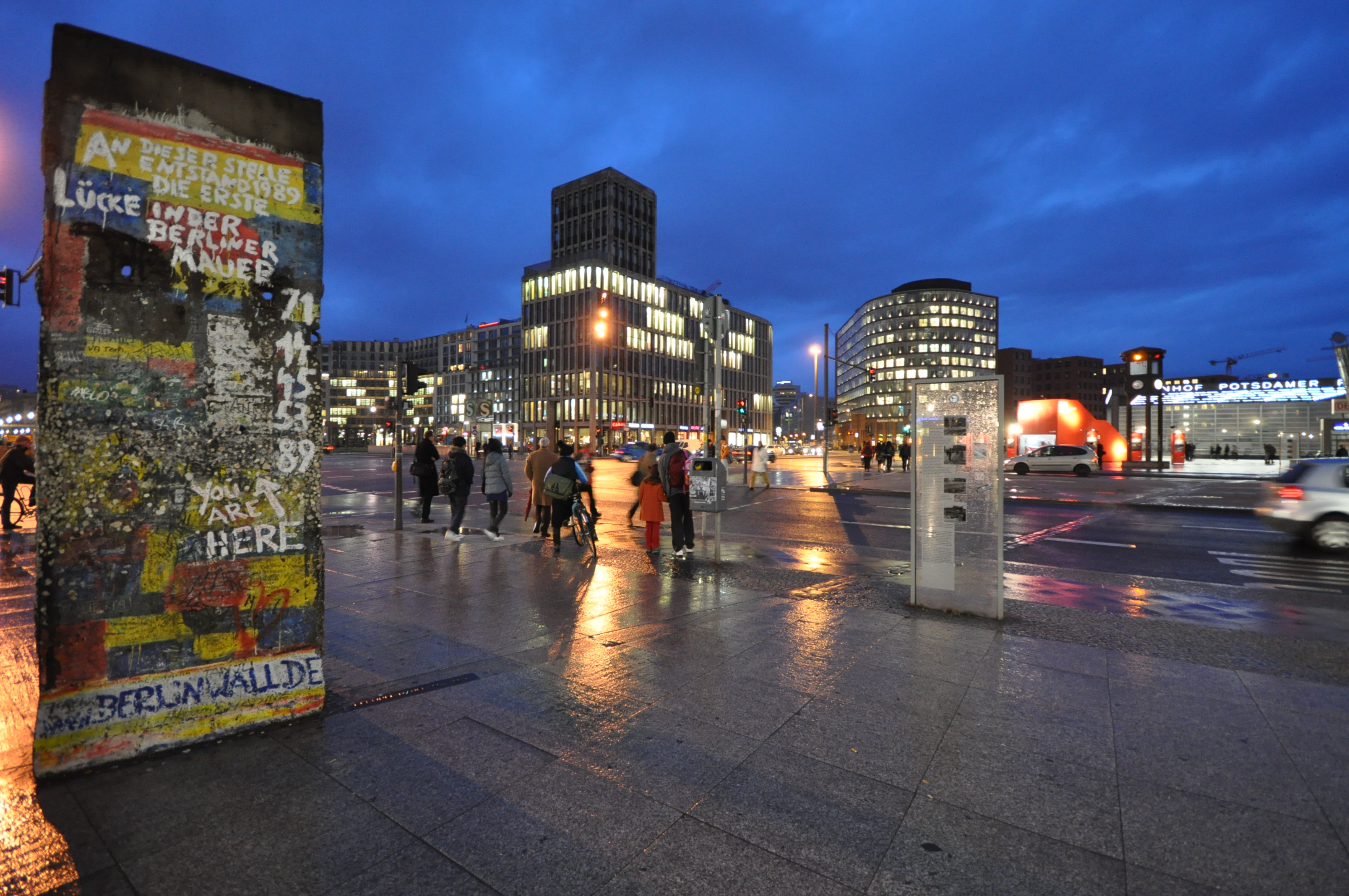
2009年波茨坦廣場殘留的圍牆

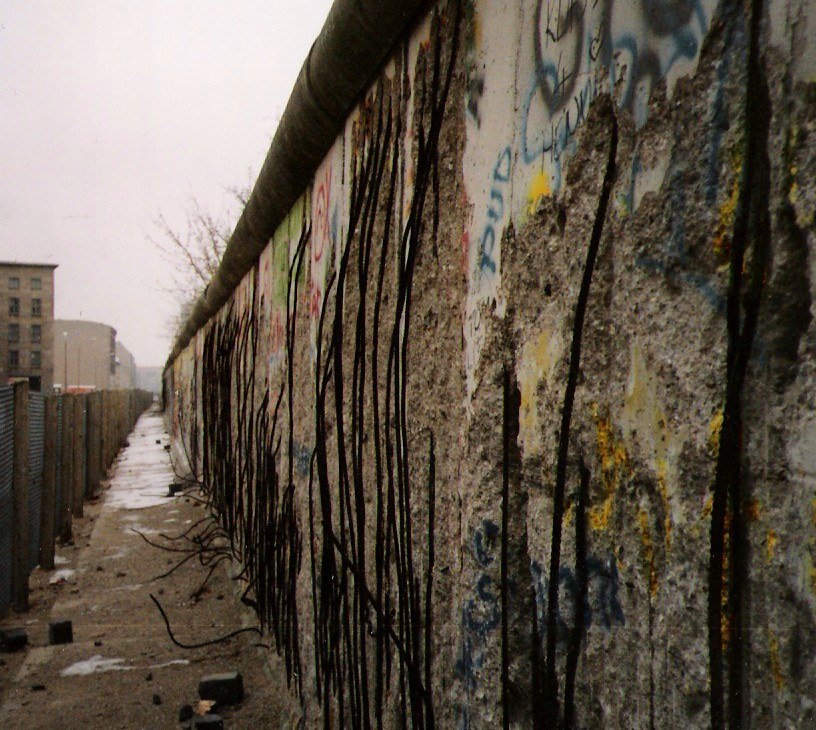
1990年12月的柏林墙

柏林墙原址仅有少部分存留，其余几乎被拆除殆尽。有三处较长的存留：一处在尼德基尔希纳大街，位于波茨坦广场和查理检查站之间，长约80米。另一处较长的存留是在施普雷河沿岸奥伯鲍姆桥附近，存有大量涂鸦，通常被人称为东边画廊。第三处位于 Bernauer 街北部，为部分重建的围墙，并在1999年改为纪念场所。一些柏林墙的单块墙体和瞭望塔也分散在城市中。在2020年4月，位於東北柏林的一段約60米長的圍牆，因地產商將該地區改造成豪宅而被拆除。
能够反映柏林墙原貌的场所已经不存在了。许多人将柏林墙的碎片视为纪念品，一些墙体的碎片被拿到德国的纪念品商店和网上出售。今天柏林墙向东的一侧也涂满了涂鸦，而真实情况下东侧为东德边防军所守卫，仅在西侧存在涂鸦。在柏林市中心游客较多的区域，市政府用鹅卵石在街道地面上标出柏林墙曾经的位置。在大多数情况下，标出的仅是第一道围墙。在波茨坦广场两道围墙均被标出以使游客认识柏林墙边防系统的尺度。
中華民國國史館內展有一塊由德國國會友臺小組賽巴斯提安伉儷所贈之柏林圍牆水泥塊。2009年柏林近郊的上哈弗爾縣致贈一片柏林圍牆遺跡給台北的228國家紀念館。
为纪念新加坡与德国建交五十周年，新加坡外交部于2015年获赠两片柏林墙的残留墙体。这两片墙体于2016年10月18日被租借予新加坡国立大学，并被置于大学城香灰莉木学院后方的花园当中进行展示。

### 社會差異
柏林墙的倒塌被历史学家认为是东西方冷战终结和东西德统一的标志。1990年10月3日，德意志民主共和國（東德）加入德意志聯邦共和國，德國和柏林完成統一。東西柏林的道路、鐵道及橋樑在圍牆倒塌後迅速接連在一起。

## 外部連結
- 柏林墙以及东柏林信息
- http://www.die-berliner-mauer.de/en/index.html[ Retracing the Berlin Wall] （页面存档备份，存于）
- Bernauer Straße Memorial website （页面存档备份，存于）
- 东德边境管理系统 （页面存档备份，存于）（德文）
- Allied Forces in Berlin (FR, UK & US Berlin Brigade) （页面存档备份，存于）
- Photographs of time of the Fall as well as updates on the current situation in Germany （页面存档备份，存于）
- Reports on reinforcements to Berlin Brigade
- JFK speech clarifying limits of American protection （页面存档备份，存于）
- "Berlin 1969" includes sections on Helmstedt-Berlin rail operations. （页面存档备份，存于）
- Includes articles on rail transport for Berlin during the Cold War. (large files) （页面存档备份，存于）
- Berlin 1983: Berlin and the Wall in the early 1980s
- Berlin Life: A concise but thorough history of the wall （页面存档备份，存于）
- Berlin Wall: Past and Present （页面存档备份，存于）

### 圖像和网站
- http://www.dieberlinermauer.de/berlinwallhome/berlinwallhome.html[ Berlin Wall - Pictures Photographs] （页面存档备份，存于）
- Photos of the Berlin Wall by Georges Rosset （页面存档备份，存于）
- Photos of the Berlin Wall 1989 to 1999
- Berlin Wall photos and stories 1989 （页面存档备份，存于）
- Berlin Wall （页面存档备份，存于） Panorama of the East Side Gallery
- http://www.dewitt.photographer.org.uk/[ images of the Berlin wall] （页面存档备份，存于）
- Berlin Wall Online （页面存档备份，存于），Chronicle of the Berlin Wall history includes an archive of photographs and texts
- Personal Account of the Fall of the Berlin Wall （页面存档备份，存于）
- Berlin Wall, Past and Present （页面存档备份，存于），Descriptions, Videos, Images of Berlin Wall
- Berlin Wall - Personal Stories